# ألفا-تاكسلن
Alpha-taxilin‏ (Taxilin alpha) هوَ بروتين يُشَفر بواسطة جين Alpha-taxilin في الإنسان.